# El Carche

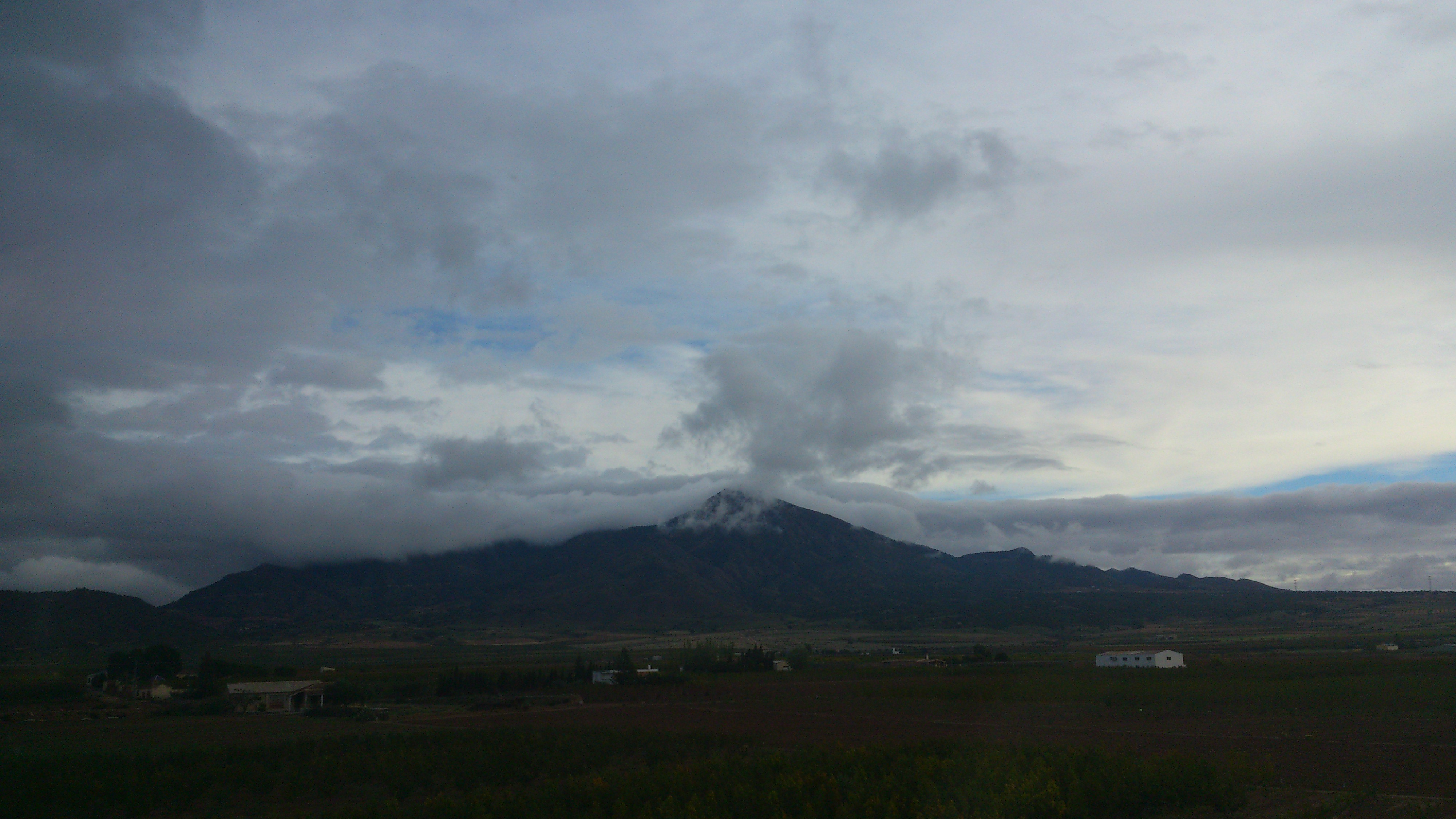
El Carche

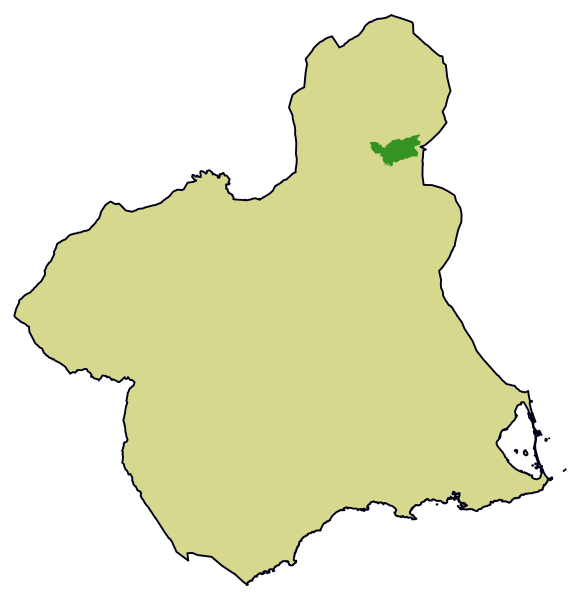
Localización de la sierra del Carche en la Región de Murcia

El Carche es una sierra perteneciente a los municipios del extremo septentrional murciano de Jumilla y Yecla, en el levante español. Tiene catalogación de parque regional y comprende cuatro principales núcleos de población en su periferia oriental: Raspay, Cañada del Trigo, Torre del Rico y Cañada de la Leña. El Pico de la Madama, de 1.371 metros, es su altitud máxima. 
También da nombre a una zona extendida entre los municipios murcianos de Yecla, Jumilla y Abanilla en la que, tras la llegada de unas decenas de familias de la colindante provincia de Alicante desde finales del siglo XIX y principios del siglo XX, una parte de la población también habla valenciano en la actualidad.

## Núcleos de población
Los principales núcleos de población de la zona del Carche y población censada según datos del INE de 2024 son los siguientes:
- Municipio de Jumilla:
  - Torre del Rico, 109 habitantes. 65 en la localidad y 38 en diseminado.
  - Cañada del Trigo, 128 habitantes. 83 en la localidad y 45 en diseminado.

- Municipio de Yecla:
  - Raspay, 109 habitantes (localidad).

- Municipio de Abanilla:
  - Cañada de la Leña, 166 habitantes. 88 en la localidad y 78 en diseminado.

## Historia
Después de la expulsión de los moriscos en el siglo XVII gran parte de los extensos términos municipales de Yecla, Jumilla y Abanilla habían permanecido casi despoblados hasta que en la década de 1878-1887 estas tierras se dedicaron al pastoreo y a la explotación agrícola. Desde entonces, fueron objeto de una repoblación con agricultores alicantinos provenientes en su mayoría de las comarcas del Vinalopó con la consiguiente aportación de su lengua.
Estos pobladores se establecieron en las llanuras que forman las cabeceras de las ramblas de Abanilla y de La Raja, y en algunos casos –Carrascalejo, Los Pinillos– también más al norte, hasta tocar casi Yecla, y siempre en torno a la sierra del Carche, que ha dado nombre a la zona. Se fundaron una veintena de villas y lugares con dependencia administrativa de los municipios de Yecla, Jumilla y de Abanilla.

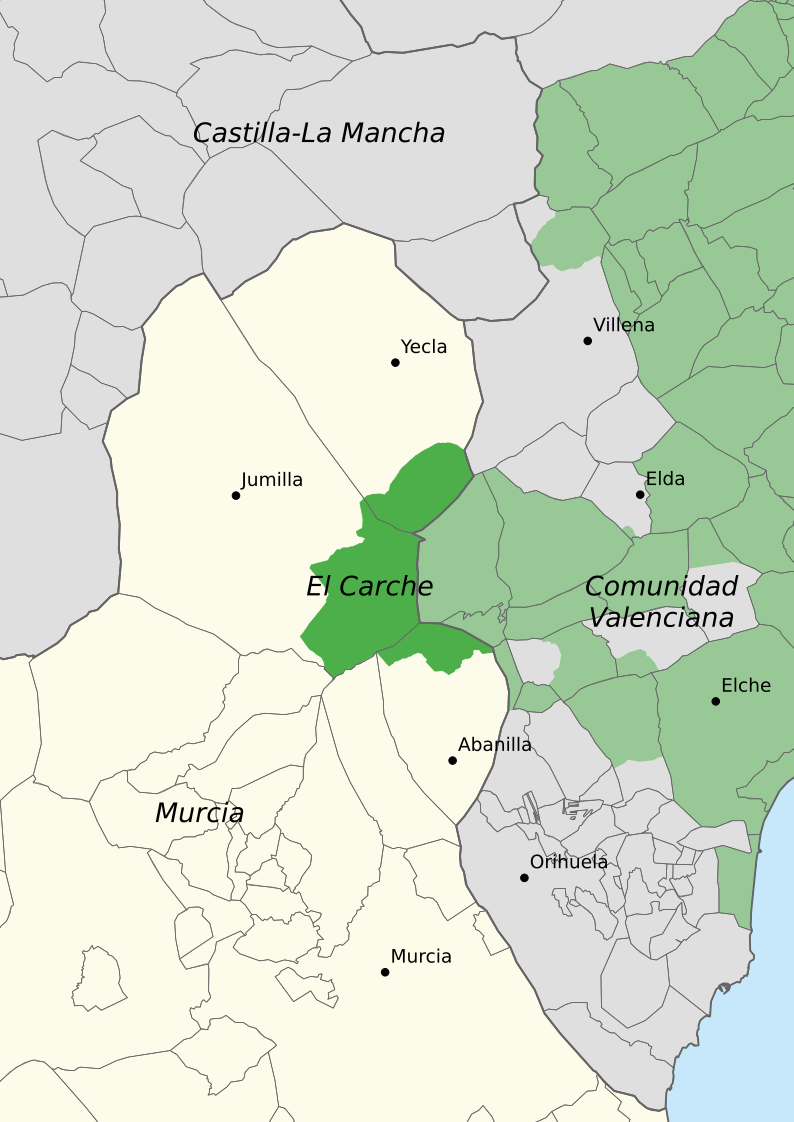
Localización del área lingüística de El Carche en la Región de Murcia, España

## Demografía
La población de la zona junto al Carche, que en 1950 era de casi 3000 habitantes, apenas sobrepasa actualmente el medio millar (512 habitantes según INE 2024), a causa de la fuerte emigración, provocada sobre todo por la crisis de la agricultura. En algunas pedanías, especialmente en las de poblamiento diseminado, ya no vive casi nadie permanentemente. La mayoría de los habitantes, aunque siguen empadronados en pedanías del Carche, viven en los pueblos de Yecla y Jumilla o en el pueblo de Pinoso (Alicante), desplazándose sólo para las tareas agrícolas.[cita requerida] Aún con la cifra de población censada, se puede considerar que es un territorio prácticamente despoblado (tan sólo 2,2 hab/km²).

## Lengua
Las investigaciones sociolingüísticas de Pere Barnils y Antoni Griera, dieron a conocer la existencia en la zona de valencianohablantes publicando los artículos Dialectes catalans en 1919 y El valencià en 1921 en el Butlletí de Dialectología Catalana VII. Posteriormente, Manuel Sanchis Guarner hizo un análisis más preciso de sus características dialectales.
El valenciano no se hablaba en la zona con anterioridad a una migración desde la colindante provincia de Alicante en el siglo XIX favorecida por las autoridades locales para poblar algunas zonas de poca población, por lo que no es una lengua propia o histórica del Carche.
Tampoco tiene reconocimiento oficial en la Región de Murcia, pero la Academia Valenciana de la Lengua ha impartido clases de valenciano en Yecla, a petición del propio ayuntamiento,desde el 2005 hasta junio de 2008. Aunque aún sigue viva y muestra diferentes rasgos lingüísticos propios (fonéticos y léxicos) e identificables del continuo lingüístico valenciano,sus usos en la pedanía se han reducido muy notablemente, por lo que se han desarrollado acciones institucionales desde la Comunidad Valenciana para su conocimiento y uso,aunque con poca demanda o interés de las entidades de esa zona.
Por otro lado, el hecho de que una pequeña parte de la población tenga el valenciano como lengua materna o como segunda lengua, además del castellano, a principios del siglo XX, ha servido al independentismo catalán para incluir al Carche en los polémicos Países Catalanes.